# John William Godward

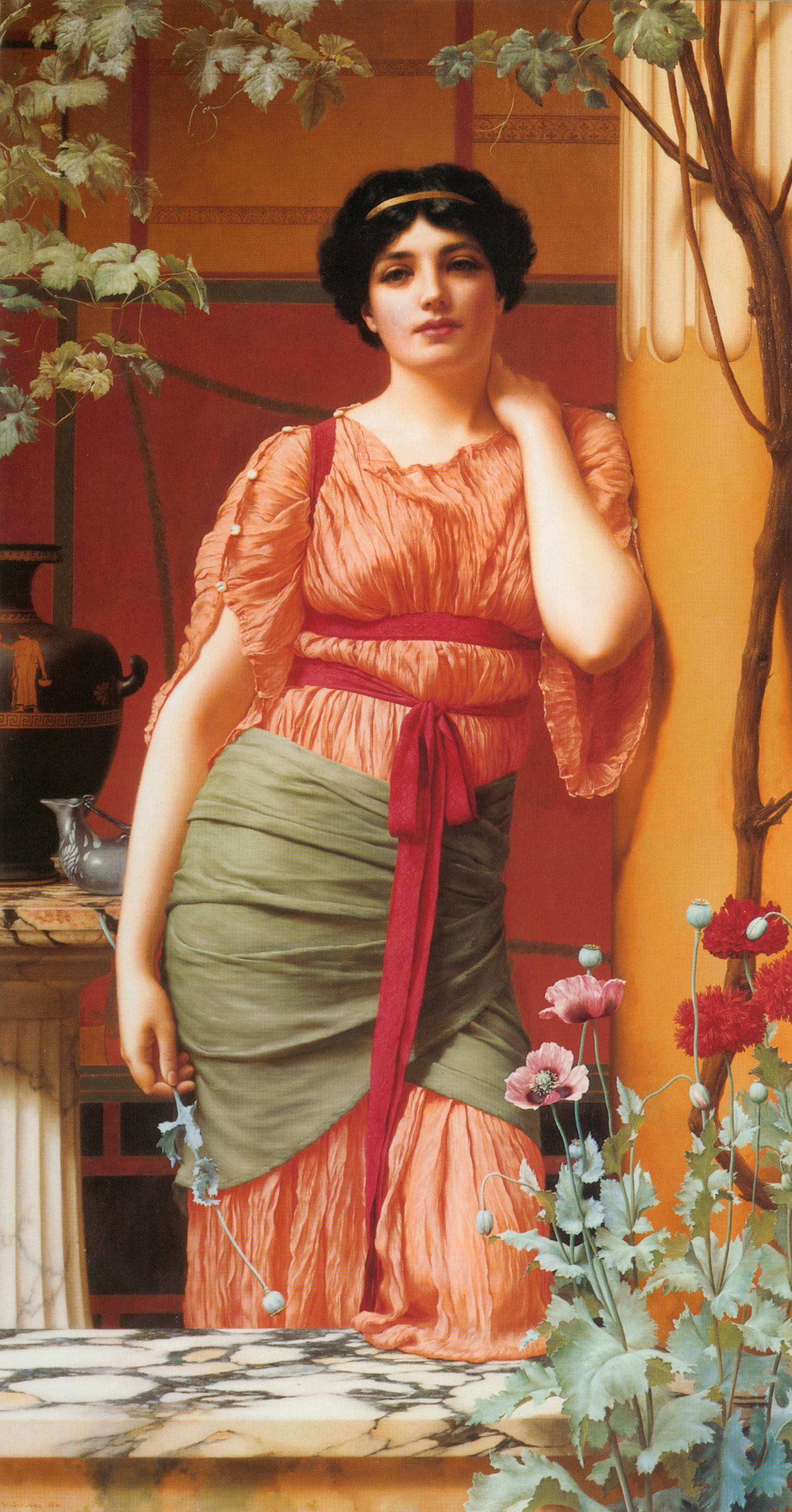
Nerissa (1906) John William Godward

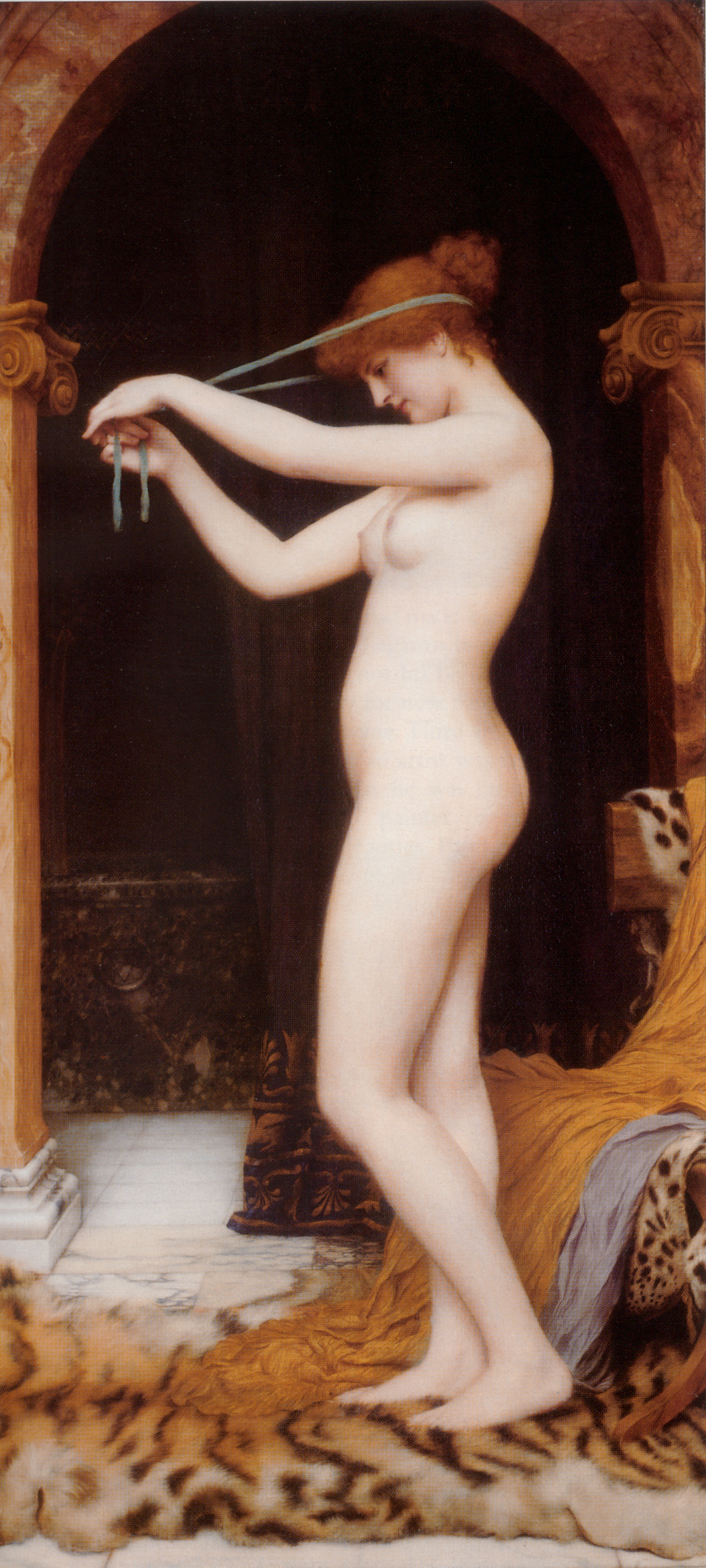
"Venus Binding Her Hair", 1913

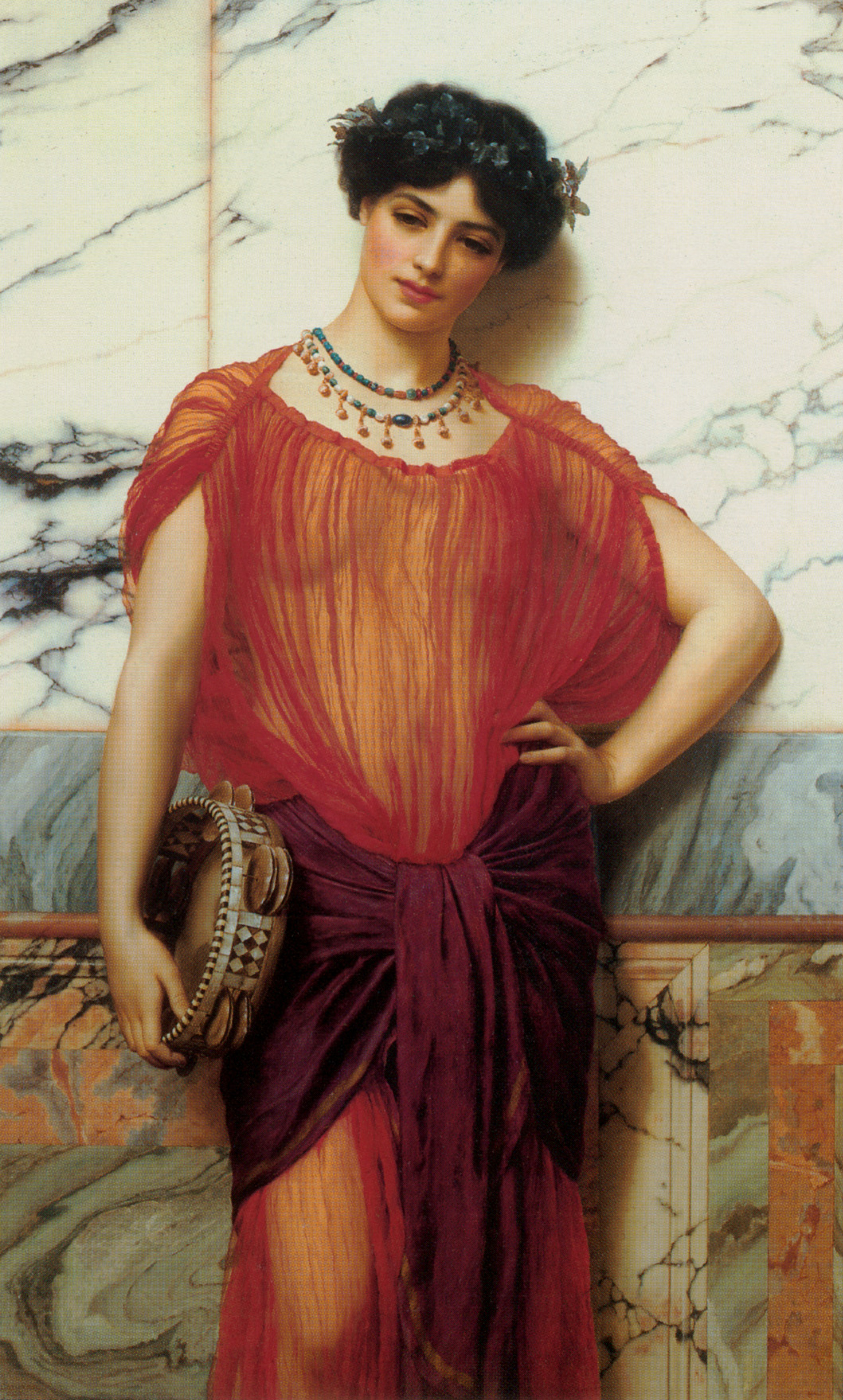
Drusilla, 1906

John William Godward (Wilton Grove, Wimbledon, 9 d'agost de 1861 – 13 de desembre de 1922) va ser un pintor anglès del moviment Prerafaelitisme/Nou classicisme. Va ser un protegit de Sir Lawrence Alma-Tadema. Es va suïcidar als 61 anys i es diu que abans de fer-ho va escriure una nota on deia que "el món no és prou gran per a mi mateix i un Picasso".
No s'ha conservat cap fotografia d'aquest pintor.
Va esposar a la Royal Academy des de 1887. Quan ell es va traslladar a Itàlia amb una de les seves models la família d'ell va tallar qualsevol contacte i fins i tot va tallar les fotos on ell apareixia en el grup familiar. Godward tornà a Anglaterra el 1919, i morí a Londres el 1922.
Una de les seves pintures més conegudes es titula Dolce far Niente (1904), que actualment es troba en la col·lecció d'Andrew Lloyd Webber.

## Llista, incompleta, d'obres
| c.1880-1881 - Portrait of Mary Perkington Godward c. 1882-1883 - Portrait of Mary Frederica Godward c.1883 - Country House in the 18th Century c.1887 - Expectation - Poppaea - Portrait of Harriet (Hetty) Pettigrew in Classical Dress - Portrait of Lillian (Lilly) Pettigrew in Classical Dress - A Yellow Turban c. 1887-1888 - Japonica - A Roman Head 1888 - A Beauty in Profile - An Eastern Beauty - The Engagement Ring - Flo - Ianthe - Lily - Threissa - The Tiff - Waiting for the Dance 1889 - Callirhoe - Grecian Reverie - A Greek Girl - Head of a Roman Woman - Ianthe - His Birthday Gift - Waiting For An Answer 1890 - A Pompeian Bath - Athenais - Flowers Of Venus 1891 - A Pompeian Lady - Innocent Amusement - The Sweet Siesta of a Summer Day 1892 - At The Garden Shrine, Pompeii - Classical Beauty - Far Away Thoughts (landscape format) - Far Away Thoughts (portrait format) - Leaning On The Balcony - The Betrothed - The Playground - With Violets Wreathed And Robe Of Saffron Hue 1893 - A Priestess (nude) - Reflections - Yes Or No 1894 - A Priestess 1895 - Mischief And Repose - The Muse Erato At Her Lyre - Tigerskin (date uncertain) 1896 - Campaspe (nude) - He Loves Me, He Loves Me Not 1897 - Dolce Far Niente (first version) - Venus Binding Her Hair, by 1897 (nude) 1898 - At The Gate Of The Temple - Idle thoughts - On The Balcony (first version) - The Ring 1899 - The Bouquet - The Delphic Oracle - The Mirror - The Signal 1900 - Idleness - The Jewel Casket - The Toilet 1901 - At The Garden Door - Chloris - Girl In Yellow Drapery - Idle Hours - Sweet Dreams - The Favourite - The Seamstress - Venus At The Bath (nude) - Youth And Time | 1902 - An Italian Girl's Head - Ionian Dancing Girl 1903 - Amaryllis - Summer Flowers - The Old, Old Story - The Rendezvous 1904 - A Melody - Dolce Far Niente (second version) - In The Days Of Sappho 1905 - A Greek Beauty - A Roman Matron - Flabellifera - Mischief 1906 - Drusilla - Nerissa - The Tambourine Girl (first version - girl facing the viewer) - The Tambourine Girl (second version - girl reclining against wall) 1907 - The Love Letter 1908 - A Classical Lady - A Grecian Girl - Ismenia 1909 - A Classical Beauty - A Grecian Lovely (date uncertain) - At The Thermae (semi nude) - Tympanistria 1910 - A Cool Retreat - Noon Day Rest - Reverie (first version) - Sappho 1911 - In Realms Of Fancy - On The Balcony (second version) 1912 - A Tryst - Absence Makes The Heart Grow Fonder - An Offering To Venus - By The Wayside - Reverie (second version) - Sabinella - The Peacock Fan 1913 - Golden Hours - In The Tepidarium (nude) - La Pensierosa - Le Billet Doux - The Belvedere 1914 - The Necklace - The New Perfume - Tranquility 1915 - In The Prime Of The Summer Time 1916 - Ancient Pastimes - By The Blue Ionian Sea - Lesbia With Her Sparrow 1917 - A Lily Pond - The Fruit Vendor - Under The Blossom That Hangs On The Bough 1918 - A Fond farewell - Sweet Sounds 1920 - A Red, Red Rose 1921 - Megilla 1922 - Contemplation - Nu Sur La Plage (an exception to all other works, this is a 'modern' nude) Date unknown - Grape Vines - Ophelia - Time To Play |